# Znojile, Kamnik
Znojile so naselje v Občini Kamnik.

## Zgodovina
Znojile se prvič omenjajo v urbarju posesti, ki so spadale pod kamniško deželsko sodišče in je bil sestavljen okoli leta 1400. V urbarju je navedeno, da so spadale pod župo Sela že sorazmerno zgodaj. V tem kraju je leta 1291 kamniški špital pobiral desetino od Marinove kmetije.

## Izvor krajevnega imena
Krajevno ime je izpeljano prek znojí(d)lo v pomenu sončen ali proti soncu obrnjen kraj iz glagola znojíti v pomenu na sončni vročini pariti, greti, sončiti, ro pa iz znòjь, ki se je v rednem jezikovnem razvoju razvilo v slovensko besedo znój v starejšem pomenu besede vročina, pripeka. Krajevno ime je torej prvotno označevalo sončne, prisojne kraje. V starih listinah se kraj omenja okoli leta 1400 Snoynl in 1477 Snoynll. Od tod tudi priimek
Znojilšek.

## Znamenite osebnosti
- Stane Zore, ljubljanski nadškof (2014-)